# Joe Lo Truglio
Joseph "Joe" Lo Truglio (Nueva Jersey, 2 de diciembre de 1970) es un actor, guionista y comediante estadounidense. Es mayormente conocido por ser un personaje recurrente en los sketches de la serie de comedia The State, y por interpretar al detective Charles Boyle en Brooklyn Nine-Nine.

## Sus comienzos
Truglio nació en Ozone Park, New York, sin embargo, creció en Margate, Florida, y se graduó en Coconunt Creek High Shool. Conoció a muchos de sus futuros compañeros de The State en la Universidad de Nueva York, donde participó en el club de comedia. En el club se encontraban David Wain, Michael Showalter, Michael Ian Black, Thomas Lennon, Kerri Kenney-Silver y Robert Ben Garant, quienes se iban a convertir en el reparto de The State.

## Carrera
Lo Truglio no solo escribió y actuó en varios episodios de The State, también participó en Brooklyn Nine-Nine como "Charles Boyle" en la animación del show. Luego de The State, terminada en 1995, apareció en otros programas, comenzando por otros show de comedia: Upright Citizens Brigade, Law & Order y Third Watch.
En 2001, Lo Truglio apareció en el trabajo de su excompañero de The State, David Wain, en Wet Hot American Summer, donde interpretó a un consejero. 
Luego, en 2005, apareció en el show de Comedy Central Stella. Luego apareció en el film de Michael Showalter The Baxter.Apareció en Reno 911! y en la película Reno 911!: Miami. Ha prestado su voz para varios juegos de video, incluyendo Grand Theft Auto: San Andreas y The Warriors. En 2005, le prestó su voz a Rockstar Games para ser utilizada por el personaje Vincenzo "Lucky" Cilli en Grand Theft Auto: Liberty City Stories.
Ha aparecido en varios comerciales para televisión, incluyendo avisos para Gateway Computer y uno particularmente memorable para Kack Link Beef Jerky.
Lo Truglio apareció como Francis el conductor en la comedia de Judd Apatow y Seth Rogen Superbad y apareció como Paul Mardino en The Ten. En el año 2008 participó en las películas Pineapple Express y Fanboys. En 2012, hizo una pequeña aparición en la comedia musical Pitch Perfect.

## Filmografía
| Año         | Título                  | Papel                                    |
| ----------- | ----------------------- | ---------------------------------------- |
| 1993 – 1995 | The State               |                                          |
| 1997        | Naked in the Cold Sun   |                                          |
| 2000        | Law & Order             | Police officer                           |
| 2001        | Wet Hot American Summer | Neil                                     |
| 2003        | The Station Agent       | Danny                                    |
| 2003        | Last Man Running        | Chooch                                   |
| 2005        | The Pigs                | Hal                                      |
| 2005        | Hitch                   | Music Lover Guy                          |
| 2005        | Stricken                | Joe #1                                   |
| 2005        | The Baxter              | Bar Baxter #1                            |
| 2006        | Beer League             | Dave                                     |
| 2007        | The Ten                 | Paul Mardino                             |
| 2007        | Reno 911!: Miami        | Tattoo Shop Owner #2                     |
| 2007        | Puberty: The Movie      | Herman Goldberg                          |
| 2007        | Superbad                | Francis the Driver                       |
| 2008        | Fanboys                 | Jail Guard                               |
| 2008        | Pineapple Express       | Mr. Edwards                              |
| 2008        | Role Models             | Kuzzik                                   |
| 2009        | I Love You, Man         | Lonnie (Voice Crack Guy)                 |
| 2010        | Gulliver's Travels      | Butt-Crack Man                           |
| 2011        | Paul                    | O'Reilly                                 |
| 2011        | Queens of Country       | Penny McEntire                           |
| 2011        | High Road               | Officer Fogerty                          |
| 2012        | My Uncle Rafael         | Father Jim                               |
| 2012        | Wanderlust              | Wayne                                    |
| 2012        | Wreck-It Ralph          | Markowski                                |
| 2012        | How I Met Your Mother   | Honeywell (2 episodes)                   |
| 2012        | Pitch Perfect           | Older A capela Man                       |
| 2013        | Community               | Jeff's Former Law Colleague (2 episodes) |
| 2013 – 2021 | Brooklyn Nine-Nine      | Detective Charles Boyle (main cast)      |
| 2013        | Drunk History           | Al Capone                                |
| 2014        | Claire's Cambodia       | Steve                                    |
| 2015        | Pitch Perfect 2         | Tonehanger singer                        |
| 2024        | Hot Frosty              | Ed Schatz                                |